# Tura (Indie)
Tura – miasto w Indiach położone w stanie Meghalaya. Według danych na rok 2010 liczy 74 858 mieszkańców. Jedno z największych miast w Meghalaya, Tura jest doliną usytowaną na stokach Tura Hills i na prawo pod szczytem Tura Peak. Klimat w Turze jest umiarkowany przez cały rok i ma dużą liczbę interesujących i niepoznanych obszarów. Ludzie wierzą, że ich bóg plemienny Durama mieszka na wzgórzach.